# Điện Đông Nhạc Đài Nam
Điện Đông Nhạc Đài Nam, thờ chính Đông Nhạc Nhân Thánh Đại Đế, tục gọi là Nhạc Đế Miễu, hay miếu Nhạc Đế, nằm ở khu vực Trung Tây thành phố Đài Nam,  tịch nhật Phủ Thành bát hiệp cảnh "thành cổ thuộc phủ Đài Loan được bao bọc bởi tám cổng thành lớn", di tích cổ trực thuộc thành phố Đài Nam. Ngôi đền được xây dựng từ triều đại Minh Trịnh, cũng là một trong số Thất Tự Bát Miếu ở Phủ Đài Loan, một trong những miếu thờ Đông Nhạc Đại Đế được cung phụng đầu tiên ở Đài Loan.

## Lịch sử
Điện Đông Nhạc được xây dựng vào Hoàng Đế Vĩnh Lịch năm thứ 27 (năm 1673) triều đại Minh Trịnh, tức thời "Tam Phiên Chí Loạn", có người nói ngôi miếu này được Trịnh Kinh xây dựng để gia tăng vị thế của mình so với ba nhóm phiến quân "tam phiên" ở phía tây :117. Nhưng trước đó, quân đội của triều đại Minh Trịnh tại các trạm núi dọc theo cổng phía Đông thành phố Đài nam ngày nay đã dựng lên nhà tranh để cung phụng Đông Nhạc Đại Đế, để trừ đi tai ương bệnh tật, và lấy tro nhan bỏ vào túi nhỏ làm bùa hộ thân.:120.

### Thời kỳ nhà Thanh
Sau khi nhà Thanh nhập quan, Khang Hy năm thứ 24 (tức 1685), tri phủ Đài Loan Tưởng Dục Anh đã cho trùng tu lai ngôi đền, và tốn tám năm để phục hồi lại kiến trúc khủng lồ này, mà vẫn duy trì hình dạng từ thời Minh Trịnh. Khang Hy năm thứ 45 (tức 1702), xây dựng thêm tượng Rồng bảo vệ bên trái, sau thời Càn Long năm thứ 16 (tức 1751) và năm thứ 32 (tức 1767) lại cải tạo một lần nữa. Thời Gia Khánh năm thứ 14 (tức 1809) - xây dựng thêm chuông và tháp chuông, đây cũng là thời kỳ tương đối hoàn chỉnh của ngôi đền. . Sau thời Gia Khánh, Hàm Phong năm thứ nhất (tức 1851), Đồng Trị năm thứ 2 (tức 1863) và Đại Chánh năm thứ 3 (tức 1914) thời kỳ Nhật Bản đô hộ Đài Loan, ngôi đền này một lần nữa được cải tạo.

### Thời kỳ Nhật Bản chiếm đóng
Tuy nhiên đến thời Chiếu Hòa năm thứ 17 (tức 1942) vì để xây dựng chợ phía Đông và mở rộng 9 m mặt trước của ngôi đền đến Đại Đông Môn Thành của miếu Nhạc Đế, mà phải phá hủy đi tháp chuông và mặt trước chánh điện, sau đó sẽ di chuyển Tam Xuyên Môn vào trong Tứ Thùy Đình và khiến cho ngôi đền vốn nguyên vẹn trở thành một kiến trúc không còn Long Hổ án ngự ở chánh điện.

### Thời kỳ Dân Quốc
Đến thời Dân Quốc (1979) lại phải mở rộng 15 m đường quốc lộ tại mặt trước ngôi đền (đường Dân Quyền Nhất Đoạn ngày nay), vì thế buộc phải tháo gỡ nơi cúng bái, cổng đền bị dời đến khu chánh điện, toàn bộ ngôi đền vì thế chỉ còn hai dãy.  Năm Dân Quốc thứ 83 (tức 1994) sau khi được trùng tu, kết cấu tổng thể khôi phục được 3 dãy, nhưng cổng đền vẫn nằm sát mặt đường. Ngôi đền xưa vốn có của nó giờ chỉ còn lưu lại được vài phần như tượng Rồng hộ vệ bên trái và dãy đền thứ 2, ngoài ra còn có tượng tạc bằng gỗ và đá Hoàng đế Khang Hy và Càn Long, Gia Khánh,...

## Kiến trúc - Đặc sắc

### Kiến trúc
Đền thờ vốn dĩ có 3 dãy:

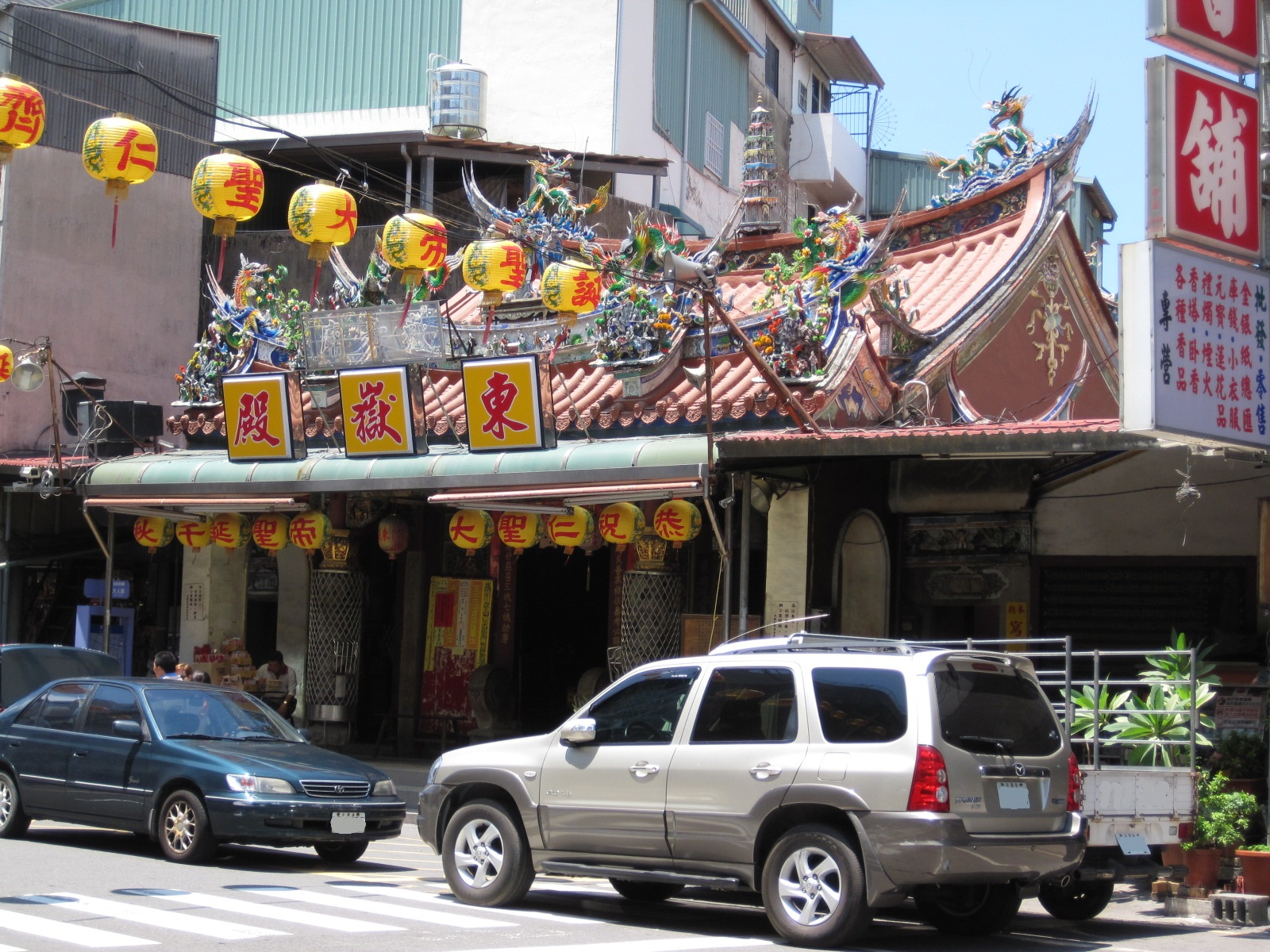
Đài Nam, Đông Yue Đền Thờ

- Dãy thứ nhất là chánh điện nguyên gốc, chủ yếu thờ phụng Đông Nhạc Nhân Thánh Đại Đế, cùng với Bành Tổ Tiền Ông, Cẩm La Công Tử, Thiên Y Chân Nhân, Ngưu Đầu Mã Diện, Hắc Bạch Vô Thường và Công Đức Tư Gia với Thúc Báo Tư Gia.
- Dãy thứ hai là hậu điện nguyên gốc, chủ yếu thợ phụng Địa Tạng Vương Bồ Tát cùng với Hộ Quốc Tôn Vương "các vị vua bảo vệ đất nước", Chu Khuông hay Chu Quãng lão gia (thần trị bệnh đậu mù, tương truyền ở Đài Loan tất cả quân nhà Thanh đều thờ cúng tượng thần này), Thập Điện Diêm Quân, và hai vị Phạm Tạ tướng quân và Thôi Hồn Nhiếp Phách tướng quân.
- Dãy thứ ba là kiến trúc mới ở hậu điện, chủ yếu thờ chính Phong Đô đại Đế, cùng với Chú Sanh Nương Nương, Thành Hoàng Gia.[4]

Ngoài kiến trúc, cổ vật, Đện Đông Nhạc đồng thời cũng cử hành pháp sự cho các dân tộc thiếu số khác, một trong số đại diện điển hình nhất là "đả thành".

### Đặc sắc
- Đả thành

Ý nghĩa của đả thành là " kích đả vong linh người chết ra khỏi thành phố", là một loại pháp sự  để ra lệnh trục xuất các vong linh rời khỏi thành phố.  Đây là pháp sự chủ yếu để gia chủ được yên ổn, mọi việc thuận lợi..., mà việc cử hành buổi hầu đồng là sau khi có trẻ em hoặc các bà cụ già ốm yếu bị chết, để người chết dễ dàng được an nghỉ. Thông thường loại pháp sự này chủ yếu dùng để siêu độ những người nam hoặc nữ chưa hôn thú đã chết, những thai nhi chưa được ra đời, phụ nữ không sinh được con. Ngoài ra vì pháp sự trên đòi hỏi phải hướng về phái Đông Nhạc Đại Đế nên chỉ có thể cử hành tại Miếu Đông Nhạc Đại Đế.
Các bước cử hành pháp sự, phải tốn hơn nữa ngày để cử hành buổi pháp sự:
| Thứ tự | Tên gọi             | Ghi chú |
| ------ | ------------------- | --- |
| 1      | Cầu thần            | Khai đàn thỉnh Đông Nhạc Đại Đế tha cho các vong linh，và mời Thần tướng tương trợ. |
| 2      | Dẫn hồn điểm phách  | Tại 4 bước này có ý nghĩa là "xuống địa phủ"，là chỉ về việc các vong linh được Đông Nhạc Đại Đế tha cho sau khi được các Thiên binh tương trợ, sau khi xuống tới địa phủ sẽ mời Thổ Địa Công dẫn đến núi vong linh, các vong hồn chết trong thành sẽ được dẫn đi. |
| 3      | Khai lộ đả quan     | Tại 4 bước này có ý nghĩa là "xuống địa phủ"，là chỉ về việc các vong linh được Đông Nhạc Đại Đế tha cho sau khi được các Thiên binh tương trợ, sau khi xuống tới địa phủ sẽ mời Thổ Địa Công dẫn đến núi vong linh, các vong hồn chết trong thành sẽ được dẫn đi. |
| 4      | Vong linh rời thành | Tại 4 bước này có ý nghĩa là "xuống địa phủ"，là chỉ về việc các vong linh được Đông Nhạc Đại Đế tha cho sau khi được các Thiên binh tương trợ, sau khi xuống tới địa phủ sẽ mời Thổ Địa Công dẫn đến núi vong linh, các vong hồn chết trong thành sẽ được dẫn đi. |
| 5      | Qua cầu nại hà      | Tại 4 bước này có ý nghĩa là "xuống địa phủ"，là chỉ về việc các vong linh được Đông Nhạc Đại Đế tha cho sau khi được các Thiên binh tương trợ, sau khi xuống tới địa phủ sẽ mời Thổ Địa Công dẫn đến núi vong linh, các vong hồn chết trong thành sẽ được dẫn đi. |
| 6      | Dược Vương trị bệnh | Đây là hai bước do pháp sư tạo pháp, mời Dược Vương để vong linh được trị thương, và để vong linh được tụng kinh siêu độ. |
| 7      | Tụng kinh siêu độ   | Đây là hai bước do pháp sư tạo pháp, mời Dược Vương để vong linh được trị thương, và để vong linh được tụng kinh siêu độ. |
| 8      | Kiên vong tương hội | Thuộc về tính chất "khiên vong" kéo vong hồn đi，để vong hồn quên được tiền khiếp. |
| 9      | Tiễn vong tiễn Thần | Sau khi tiễn đưa vong linh và Thần thánh rời đi, tuyên cáo đại chúng pháp sự kết thúc. |

## Khác
- Thời kỳ nhà Thanh ban đầu vốn có chợ Miếu Nhạc Đế rất nổi tiếng. Đó chính là đoạn đường phía bắc hẻm 90 đường Phụ Tiền 1.[6]
- Thời kỳ Nhật Bản chiếm đóng vốn định kế hoạch xây dựng "Nhạc Đế Đinh" ở đây, dự định sẽ sử dụng tên gốc, nhưng sau đó được Takasago-Cho đặt lại tên khác, gọi là Tam Đinh Mục.
- Sau Thế Chiến II, các tên đường được phân bổ mới, chính phu Quốc Dân do không tìm hiểu " Nhạc Đế Miễu" mà cho rằng đây được thờ Nhạc Phi, và do hiểu lầm nên đã đặt tên cho con đường này là đường Vũ Mục "Vũ Mục vốn là tên hiệu của Nhạc Phi". Về sau đổi lại thành đường Kiến Quốc, và năm 1980 lại được đổi tên thành đường Dân Quyền 1 ngày nay.